# Ricla
Ricla è un comune spagnolo di 2 306 abitanti situato nella comunità autonoma dell'Aragona.